# Macroglossus sobrinus
Macroglossus sobrinus é uma espécie de morcego da família Pteropodidae. Pode ser encontrada na China, Vietnã, Camboja, Laos, Tailândia, Mianmar, Malásia e Indonésia.